# Круг сходимости
Круг сходимости степенного ряда {\displaystyle \sum _{n=0}^{\infty }a_{n}(z-z_{0})^{n}} — это круг вида
{\displaystyle D=\{z:|z-z_{0}|<R\}}, {\displaystyle z\in \mathbb {C} },
в котором ряд абсолютно сходится, а вне его, при {\displaystyle |z-z_{0}|>R}, расходится. Иными словами, круг сходимости степенного ряда есть внутренность множества точек сходимости ряда. Круг сходимости может вырождаться в множество, состоящее из одной точки {\displaystyle z_{0}}, когда {\displaystyle R=0}, и может совпадать со всей плоскостью переменного {\displaystyle z}, когда {\displaystyle R=\infty }.

## Радиус сходимости
Радиус круга сходимости называется радиусом сходимости ряда.
Радиус сходимости ряда Тейлора аналитической функции равен расстоянию от центра ряда до множества особых точек функции, и может быть вычислен по формуле Коши — Адамара:
{\displaystyle {1 \over R}={\varlimsup \limits _{n\rightarrow \infty }}\,|a_{n}|^{1/n}}
Эта формула выводится на основе признака Коши.

## Теорема Островского — Адамара
Для степенного ряда
{\displaystyle f(z)=\sum _{k=0}^{\infty }\alpha _{k}(z-z_{0})^{k}},
у которого почти все коэффициенты равны нулю, в том смысле, что последовательность ненулевых коэффициентов {\displaystyle a_{k(i)}} удовлетворяет
{\displaystyle {\frac {k(i+1)}{k(i)}}>1+\delta }
для некоторого фиксированного {\displaystyle \delta >0}, круг с центром {\displaystyle z_{0}} и радиусом, равным радиусу сходимости, является естественной границей — аналитическое продолжение функции, определяемой таким рядом, невозможно за пределы круга.